# Pont Carola
Pour les articles homonymes, voir Carola.
Le pont Carola – en allemand Carolabrücke – est un pont routier et ferroviaire allemand franchissant l'Elbe à Dresde, en Saxe. Le côté qui permet le passage du tramway de Dresde s'est effondré dans le fleuve dans la nuit du 10 au 11 septembre 2024.